# فرودگاه شهری فیتچبرگ
فرودگاه شهری فیتچبرگ (به انگلیسی: Fitchburg Municipal Airport) یک فرودگاه همگانی بهره‌برداری هوایی است که یک باند فرود آسفالت دارد و طول باند آن ۱۰۶۸ متر است. این فرودگاه در کشور ایالات متحده آمریکا قرار دارد و در ارتفاع ۱۰۶ متری از سطح دریا واقع شده است.